# Santão
Santão est une freguesia (« paroisse civile ») du Portugal, constituante de la cité de Lixa, rattachée au concelho (« municipalité ») de Felgueiras et située dans le district de Porto et la région Nord.

## Organes de la paroisse
- L'assemblée de paroisse est présidée par Joaquim António Peixoto Ribeiro (groupe "PPD/PSD").
- Le conseil de paroisse est présidé par Joaquim Morais (groupe "PPD/PSD").